# Mistrovství Evropy v plaveckých sportech 2000
Mistrovství Evropy v plaveckých sportech za rok 2000 proběhlo v Helsinkách, Finsko ve dnech 28. června až 9. července 2000.
Soutěže
- Plavání
- Plavání na otevřené vodě
- Skoky do vody
- Umělecké plavání